# Роуз, Марри
Марри Роуз (англ. Iain Murray Rose; 6 января 1939, Нэрн, Шотландия, Великобритания — 15 апреля 2012, Сидней, Австралия) — австралийский пловец, четырёхкратный олимпийский чемпион, стал трёхкратным олимпийским чемпионом в возрасте 17 лет. Впоследствии — актёр, спортивный комментатор и руководитель отдела маркетинга. 

## Спортивная карьера
Родился в семье Эйлин и Яна Роузов. С началом Второй мировой войны переехал в Австралию ребёнком вместе с родителями. Начал занятия плаванием, когда учился в школе Крэнбрук в Белвью-Хилл, Сидней. Тренировался в Redleaf Pool, закрытом бассейне с морской водой в пригороде Дабл-Бэй. В 2012 году бассейн был переименован в его честь в Murray Rose Pool.
На первых для себя Олимпийских играх 1956 года в Мельбурне, он выиграл заплывы на 400 и 1500 метров вольным стилем, а также стал победителем в эстафетной гонке 4×200 метров. Таким образом, он стал самым юным трёхкратным Олимпийским чемпионом, на момент завоевания третьей золотой награды ему было полных 17 лет. Успех практически сразу сделал его национальным героем Австралии. После этого он переехал в Соединенные Штаты, чтобы получить спортивную стипендию в Университете Южной Калифорнии, который окончил в 1962 году с присуждением степени бакалавра искусств в области бизнеса/коммуникаций.
На летних Играх в Риме (1960) он вновь отобрался в сборную Австралии, и в заплыве на 400 метров выиграл четвертую для себя золотую медаль, также на этих играх ему удалось выиграть серебряную награду в заплыве на 1500 метров и бронзовую в составе эстафетной команды. Не был допущен к отбору для участия в токийской Олимпиады (1964), поскольку отказался вернуться из Калифорнии для участия в квалификационных соревнованиях чемпионата Австралии. При этом в этом году он установил мировые рекорды на дистанциях н880 ярдов и 1500 метров и, безусловно, являлся претендентом на медаль.
Помимо олимпийских медалей, он выиграл четыре золотые медали на Играх Содружества (1962) в австралийском Перте. За свою спортивную карьеру установил 15 рекордов мира 9 в индивидуальных соревнованиях, два - на 400 метров, один - на 800 метров и два - на 1500 метров), в частности, мировой рекорд в беге на 800 метров вольным стилем, который продержался четыре года. 

## Дальнейшая карьера
Дебютировал в кино в австралийской драме «Мои три ангела» (1962). В течение 1960-х годах он также начал актерскую карьеру, снявшись в двух голливудских фильмах. Снялся в фильмах о серфинге 1964 года «Оседлай дикий прибой» и в "Полярная станция «Зебра» (1968). Выступал в качестве гостя в телешоу «Ставка — жизнь», «Капсула времени» — 1932 год и «Капсула времени» — 1938 год; играл в сериалах «Доктор Килдэр», «Шоу Пэтти Дьюк», «Всадник мечты». В 2003 году снялся в фильме «Против течения».
Также работал австралийским спортивным комментатором в Nine Network, а также в каждой из основных американских сетей, вед репортажи с семи Олимпийских игр подряд.
С 1988 по 1994 год являлся вице-президентом California Sports Marketing, специализируясь на маркетинге, спонсорстве и продвижении баскетбольной команды «Лос-Анджелес Лейкерс», а также на специальных мероприятиях на Great Western Forum. Также управлял компанией, которая продавала пищевые добавки. В 1994 году вместе с семьей вернулся в Сидней, работал старшим директором по работе с клиентами по спортивному маркетингу и менеджменту - официальным маркетинговым агентом Олимпийского комитета Австралии, Австралийской ассоциации игр Содружества и ряда других ведущих австралийских спортивных организаций. Занимал ряд должностей в благотворительных фондах.
Участвовал в ветеранских соревнованиях, в 1981 году он выиграл титул чемпиона мира среди мастеров с лучшим результатом, чем показанный им на Играх 1956 года.
В 2000 году в его честь был назван проспект Сиднейского олимпийского комплекса. Он был одним из восьми знаменосцев Олимпийского флага на церемонии открытия летних Олимпийских игр в Сиднее (2000). В 2010 году он возглавил команду во время паломничества в рамках военно-исторических туров в Галлиполи и заплыве на 4,5 км из Европы в Азию через Дарданеллы.

## Награды и звания
Член ордена Австралии (AM) (2000). В том же году он получил Австралийскую спортивную медаль, а в 2001 году он был награжден Медалью столетия.

## Книги
Отец Мюррея Роуза, Ян Ф. Роуз, опубликовал книгу «Вера, любовь и морские водоросли» о детстве и диете своего сына. В 2013 году были посмертно опубликованы мемуары Мюррея Роуза «Жизнь стоит того, чтобы плавать». 